# Syndicat des locataires de Vancouver
 (février 2022).
Le Syndicat des Locataires de Vancouver est une organisation non gouvernementale qui défend les droits des locataires et qui milite pour leurs intérêts en Colombie-Britannique, au Canada. Le Syndicat représente plus de 2 000 membres à travers la Colombie-Britannique et coordonne les locataires dans toute la province pour établir un pouvoir politique et créer des changements positifs pour les locaux.

## Histoire
Le 7 septembre 2018, le gouvernement a annoncé que, selon l'indice des prix à la consommation et la formule utilisée pour les augmentations de loyer, l'augmentation annuelle maximale admissible des loyers pour 2019 serait de 4,5 %. Les membres du Syndicat et les locataires ont assisté à une assemblée générale le 8 septembre, prêts à se mobiliser et à contester l'augmentation des loyers. La hausse des loyers avait dépassé la hausse des salaires et l'inflation depuis le début de la crise du logement à Vancouver,,.
Le 13 septembre, le Syndicat des Locataires de Vancouver a organisé un rassemblement au centre-ville de Vancouver, devant le bureau de Landlord BC, un groupe de lobbyistes qui plaide en faveur des augmentations annuelles automatiques.
À la suite de cette mobilisation du Syndicat des Locataires de Vancouver dans l'ensemble de la Colombie-Britannique, le gouvernement provincial a réduit l'augmentation maximale du loyer admissible de 4,5 % à 2,5 %.